# 长毛苞裂芹
长毛苞裂芹（学名：Schultzia crinita）是伞形科苞裂芹属的植物。分布于亚洲、蒙古以及中国大陆的新疆等地，一般生于林下、高山山坡、高山草甸以及灌木丛中，目前尚未由人工引种栽培。